# Martin Reimer
Martin Reimer (14 juni 1987) is een Duits wielrenner.
Reimer werd in 2009 prof bij Cervélo TestTeam. Anno 2013 rijdt hij voor de Zuid-Afrikaanse formatie MTN-Qhubeka.

## Belangrijkste overwinningen
2009
- Duits kampioen op de weg, Elite

## Belangrijkste ereplaatsen
2008
- 2e in eindklassement Ronde van Thüringen (U23)

2009
- 3e in 2e etappe Ronde van Denemarken
- 9e in eindklassement Ronde van Denemarken
- 3e in 4e etappe Ronde van Groot-Brittannië
- 2e in 6e etappe Ronde van Groot-Brittannië
- 3e in eindklassement Ronde van Groot-Brittannië
- 8e in Parijs-Bourges
- 9e in Parijs-Tours

2010
- 2e in 2e etappe Critérium du Dauphiné
- 6e in Ronde van het Münsterland

2011
- 8e in Ronde van het Münsterland

## Resultaten in voornaamste wedstrijden
| Jaar | Milaan-San Remo | Ronde van Vlaanderen | Parijs-Roubaix |  | Wereldranglijsten |
| ---- | --------------- | -------------------- | -------------- |  | ----------------- |
| 2010 |                 | opgave               | opgave         |  | 225e (UWK)        |
| 2011 |                 | 132e                 | buit.tijd      |  |                   |
| 2012 |                 |                      |                |  |                   |
| 2013 | opgave          |                      |                |  |                   |
| 2014 |                 | opgave               |                |  |                   |